# Donato Lovreglio
Donato Lovreglio (Bari, 6 december 1841 – Napels, mei 1907) was een Italiaans componist, muziekpedagoog en fluitist. Zijn kleinzoon Eleuterio Lovreglio (1900-1972) was eveneens componist.

## Levensloop
Lovreglio groeide op in zijn geboortestad en vertrok later naar Napels. Hij was een zeer succesvolle fluitist wiens speel gedurende zijn kunstenaarsperiode zeer gewaardeerd was. Bekend is een lang artikel over de vakbekwaamheid en de virtuositeit van hem als fluitist door zijn vriend, de schrijver Alexandre Dumas in het Napelse dagblad "Indipendente". Daarnaast is er een schrijver in "La Gazetta musicale di Milano", die hem als een buitengewoon concertuitvoerder op de dwarsfluit documenteert, dat hij de nieuwe dwarsfluit van Theobald Böhm in Italië heeft geïntroduceerd.
Hij componeerde talrijke werken inclusief een methode voor fluit en muziek voor ieder instrument, kamermuziek en fantasieën voor dwarsfluit, hobo, klarinet, maar ook symfonieën voor orkest en banda (harmonieorkest). Jammer is dat maar liefst zijn fantasieën, meestal geschreven op/over thema's uit de toen bekende opera's, voor dwarsfluit, hobo en klarinet tevens bekend zijn.
Hij huwde de pianiste Adelina Castelli, met wie hij vaak ook als duet optrad.

## Composities

### Werken voor orkest
- 1900 Concertino - fantasia per clarino nell'opera "Un ballo in maschera" di Giuseppe Verdi, voor klarinet en orkest, op. 46
- Fantasia sull'opera "Maria Stuarda" di Gaetano Donizetti, voor klarinet en orkest, op. 48[2]
- Melodie variate dalla "Norma" di Vincenzo Bellini, voor dwarsfluit en kamerorkest, op. 13[3]

### Werken voor harmonieorkest
- Fantasia sull'opera "La Traviata" di Verdi, voor klarinet en harmonieorkest, op.45[4]

### Kamermuziek
- 1861 Capriccio fantastico sull'opera "Rigoletto" di Verdi, voor dwarsfluit en piano
- 1864 Fiori Napoletani, voor dwarsfluit en piano, op.18
- 1865 Fantasia sull'opera "Un ballo in maschera" di Verdi, voor hobo en piano, op. 44
- 1865 Fantasia sull'opera "La Traviata" di Verdi, voor klarinet en piano, op.45
- 1865 Fantasia sull'opera "Un ballo in maschera" di G. Verdi, voor klarinet en piano, op. 46[5]
- 1874 Toccatina sull'opera "Simon Boccanegra", voor dwarsfluit en piano
- Duetto Concertato sull'opera "Norma", voor dwarsfluit, fagot en harp, op. 39
- Duo concertante on themes from Verdi's opera "Simon Boccanegra", voor dwarsfluit, klarinet en piano, op. 40
- Fantasia sull'opera "Maria Stuarda" di Verdi, voor klarinet en piano, op. 48
- Fantasia sull'opera "Simon Boccanegra" di Verdi, voor klarinet en piano
- L'eco di Napoli, voor dwarsfluit en piano (of harp), op. 41[6]
- Notturno, voor dwarsfluit, fagot en harp
- Piccola fantasia sull'opera "Aida" di Verdi, op. 80
- Toccatina sull'opera "Aroldo", voor dwarsfluit en harp
- Toccatina sull'opera "Simon Boccanegra" di Verdi, voor dwarsfluit en harp
- Toccatina sull'opera "Un ballo in maschera" di G. Verdi, voor dwarsfluit en harp

### Werken voor piano
- Movimento di sonata

### Werken voor harp
- Mazurka – Affano d’amore